# شاکتی

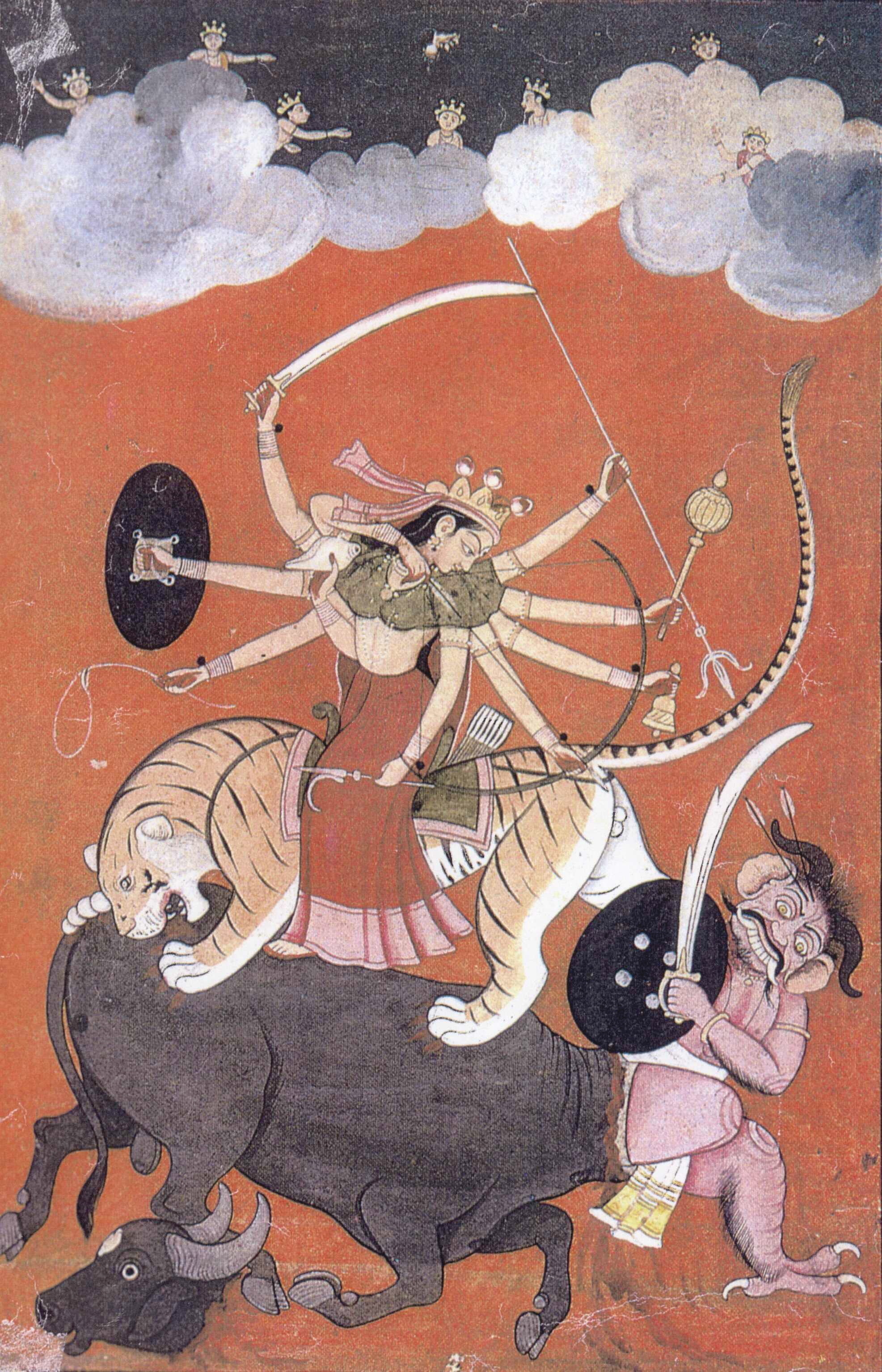
شاکتی که در قالب ایزدبانو دورگا با دیو گاومیش می‌جنگد.

شاکتی (به دوناگری: शक्ति) از واژه شاک که در زبان سانسکریت به معنای «قادر» و «توانا» می‌باشد، گرفته شده‌است. شاکتی به معنای نیروی مقدس یا قدرت بخشیدن و توانا کردنی است که از نوعی انرژی ازلی کیهانی منشأ می‌گیرد و نمایندهٔ نیروهای دینامیکی است که حرکت را از طریق کل جهان پدید میاورد یا در تمامی جهان حرکت و جنبش ایجاد می‌کند. شاکتی مفهوم یا تجسم بخشی و شخصیت دهی به قدرت‌الهی خلاق و آفرینشگر زنانه ایست، که گاهی بدان به عنوان «الههٔ بزرگ مادر در آیین هندو» اشاره می‌شود. در نمود خاکی و زمینی، شاکتی اغلب به گونه‌ای فعالانه از طریق تجسم آشکارای یک زن و قدرت باروری او، نمایش داده می‌شود. هر چند که گاهی نیز شاکتی با توجه به قابلیت‌ها و پتانسیل‌هایش در تظاهر به صور مختلف، ممکن است در مردان نیز حاضر باشد.
شاکتی نه تنها مسئول هرگونه خلاقیت و تولیدی است، بلکه ردپای او را بعنوان عامل هرگونه تغییر نیز می‌توان یافت. شاکتی وجود کیهانی، به معنای آزادی و رهایی نیز هست و مهم‌ترین شکل آن، نیروی مرموزی است که شاکتی کوندالینی (کندالینی) خوانده می‌شود. شاکتی در یک حالت سواتانتیرا نیز موجود است، که در آن حالت وابستگی به هیچ‌کس، معادل وابسته بودن با کل جهان تلقی می‌شود.
در شاکتی‌پرستی، شاکتی به عنوان عالی‌ترین نماد پرستش، و بعنوان بزرگترین آفرینشگر عبادت می‌شود. با این حال، در سایر مکاتب هندو، همچون شیواپرستی و ویشنوپرستی، شاکتی مظهر فعال انرژی زنانه، یا همان پراکرتی از پوروشا می‌باشد، یعنی همان کسی که در ویشنوپرستی، ویشنو یا در شیواپرستی شیوا نامیده می‌شود. همتای زن ویشنو به نام لاکشمی خوانده می‌شود، که همراه با پارواتی نیمهٔ زن شیوا محسوب می‌شوند.

## انرژیهستی
فلاسفهٔ ودیک کل آفرینش را در سطوح فیزیکی و متا فیزیکی نوعی نمایش نیروهای مختلف تلقی می‌کنند، و تمام صور مختلف وجود را انرژی هستی واحد یا نیروی شاکتی (Shakti) می‌انگارند که از برهمن، که خالق و قادر متعال است، تجلی نموده، به ظهور می‌رسد.

## شرح
دوی یا مهادوی، که در اساطیر هند با عنوان خدابانوی بزرگ شناخته می‌شود، دارای نقشی بسیار پیچیده می‌باشد. ویژگی این خدابانو که قدرتمندترین خدابانوان است، ترکیبی از خدابانوی مادر پیش آریایی و همسر شیوا می‌باشد. وی در نقش همسر شیوا، شاکِتی یا نیروی زنانگی نام می‌گیرد و در این نقش آئینهٔ تمام نمای شوهر خویش در داشتن نقش‌های متعدد است.
بسیاری از خشونت‌های شیوا، به شکل نمادین در همسران و نمادهای آئینی خونبار مربوط به او نمایان می‌شوند. در این نمادها، یونی نماد همسران شیوا و لینگام و شاکتی نماد نیروی نرینگی و زنانگی آفرینندهٔ خود شیوا است.